# Jonathan Ogden
Pour les articles homonymes, voir Ogden.
College Football Hall of Fame 2012
Pro Football Hall of Fame 2013
(en) Statistiques sur pro-football-reference
Jonathan Phillip Ogden, né le 31 juillet 1974 à Washington, est un joueur américain de football américain qui évoluait au poste d'offensive tackle.

## Biographie
Il effectua sa carrière universitaire avec les Bruins de l'UCLA de l'université de Californie à Los Angeles. Il remporta le Outland Trophy en 1995. Son numéro 79 a même été retiré de la section football.
Il fut drafté en 1996 à la 4e place (premier tour) par les Ravens de Baltimore avec lesquels il a joué toute sa carrière et où il remporta le Super Bowl XXXV (saison NFL 2000). Il a pris sa retraite après la saison NFL 2007.
Il fut sélectionné à onze Pro Bowl (1997, 1998, 1999, 2000, 2001, 2002, 2003, 2004, 2005, 2006 et 2007).
Son physique exceptionnel en faisait l'un des joueurs les plus grands de la National Football League (NFL).